# Blacus signicornis
Blacus signicornis är en stekelart som beskrevs av Van Achterberg 1988. Blacus signicornis ingår i släktet Blacus och familjen bracksteklar. Inga underarter finns listade.